# Jug
Jug (rusky Юг) je řeka v Kirovské a ve Vologdské oblasti v Rusku. Je dlouhá 574 km. Povodí řeky má rozlohu 35 600 km².

## Průběh toku
Pramení na vysočině Severní Úvaly a protéká kopcovitou krajinou, přičemž vytváří velké zátočiny. Je pravou zdrojnicí Severní Dviny, kterou vytváří soutokem se Suchonou.

### Přítoky
- zleva – Šarženga, Kičmeňga
- zprava – Pušma, Luza

## Vodní režim
Zdrojem vody jsou převážně sněhové srážky. Průměrný roční průtok vody ve vzdálenosti 35 km od ústí činí 292 m³/s, maximální 4930 m³/s a minimální 25,5 m³/s. Zamrzá na konci října až v první polovině prosince a rozmrzá v dubnu až na začátku května. Nejvyšších vodních stavů dosahuje od dubna do června.

## Využití
Je splavná pro vodáky. Při vyšším stavu vody je na ní možná vodní doprava v délce 361 km. Leží na ní město Nikolsk.